# مين تيرا هيرو
أنا بطلك (Main Tera Hero) فيلم كوميدي رومانسي من بطولة - إليانا دي كروز - فارون دهاوان - نرجس فخري،خرج لدور العرض في 4 أبريل 2014.

## القصة
يحكي الفيلم عن شاب جرئ اسمه (سينو) يذهب للمدينة ليدرس ويحصل على الشهادة، لكن عوض ذلك يقع في حب فتاة اسمها (سوناينا)، فيقع في مشاكل لأنه أحبها، والسبب انها تخص الشرطي الفاسد الذي أجبرها على ذلك لأنه اتهم والدها باطلاق النار على شرطي آخر، والنتيجة خطف البطلة لمنزل مجرم معروف وذو مكانة مرموقة، والسبب لجعلها رهينة لكي يأتي سينو للمنزل لأن ابنة المجرم أحبته لما رأته في القطار، فتحدث مشاهد كوميدية في منزل المجرم وفي الأخير يتمكن من الفوز بسوناينا.

## طاقم التمثيل
- فارون دهاوان في دور سينو
- إليانا دي كروز في دور سوناينا
- أرونداي سينغ في دور أنجاد
- نرجس فخري في دور عائشة
- أنوبام خير في دور فيكرانت
- راجبال ياداف في دور بيتر
- سورابه سوكلا في دور بالي

## روابط خارجية
- مين تيرا هيرو على موقع IMDb (الإنجليزية)
- مين تيرا هيرو على موقع روتن توميتوز (الإنجليزية)
- مين تيرا هيرو على موقع قاعدة بيانات الأفلام العربية
- مين تيرا هيرو على موقع فيلمافينيتي (الإسبانية)
- مين تيرا هيرو على موقع قاعدة بيانات الفيلم (الإنجليزية)
- مين تيرا هيرو على موقع ليتربوكسد (الإنجليزية)
- مين تيرا هيرو على موقع كينوبويسك (الروسية)